# Old Bushmills Distillery

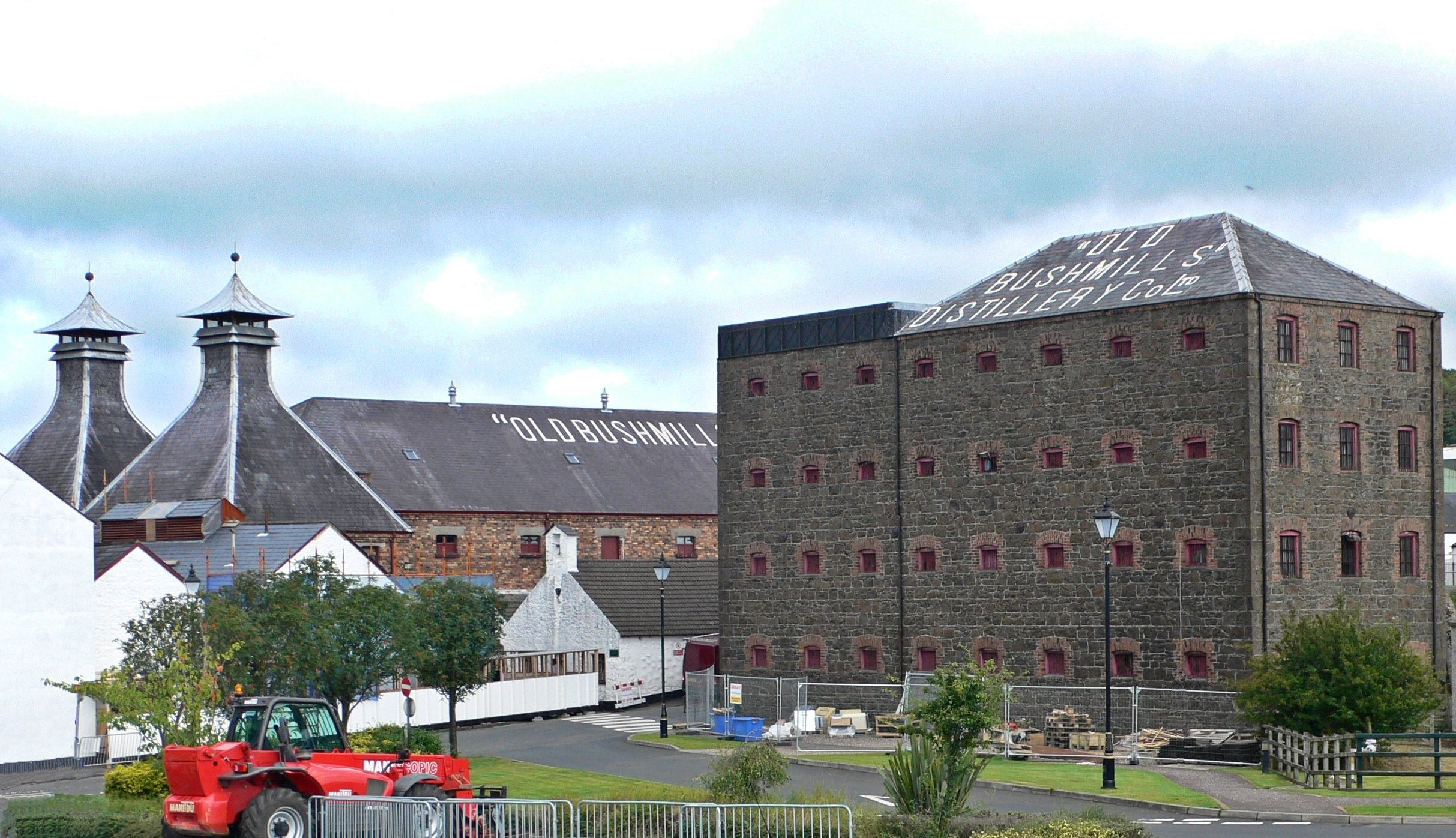
Здание винокурни

Old Bushmills Distillery — североирландская винокурня, расположенная в деревне Бушмилс в графстве Антрим.
Первая запись о винокурне появилась в 1743 году, когда она была «в руках контрабандистов». Лицензия на производство виски в этой местности была дарована в 1608 году королём Яковом I; эта дата ставится на бутылках производимого на винокурне ирландского виски, и винокурня претендует на звание старейшей лицензированной винокурни мира.
В конце 2014 года компания The Old Bushmills Distillery Company Limited была перекуплена группой компаний Jose Cuervo у группы компаний Diageo; производство посещают около 120 000 туристов ежегодно.

## Производимые виски
- Bushmills Original
- Black Bush
- Red Bush
- Bushmills 10 year single malt
- Bushmills Distillery Reserve 12 year single malt (сорт доступен только на самой винокурне)
- Bushmills 16 year single malt
- Bushmills 21 year single malt
- Bushmills 1608 (сорт был выпущен в 2008 году к 400-летию винокурни)